# Henri Frans de Ziel
Trefossa, pseudónimo de Henri Frans de Ziel (Paramaribo, 15 de enero de 1916 — Haarlem, 3 de febrero de 1975), fue un poeta neorromántico de Surinam. Escribió en neerlandés y sranan tongo y también cultivó la prosa.

## Biografía
Trabajó como profesor y vivió mucho tiempo en los Países Bajos. Se le suele asociar con otros literatos como Corly Verlooghen, Eugène Rellum, Johanna Schouten-Elsenhout o Michaël Slory. Fue una figura importante en el movimiento de independencia de Surinam.
En 2005, se le erigió un monumento en Sophie Redmondstraat de Paramaribo.